# Войниденяты
Войни́деняты (бел. Вайні́дзеняты, пол. Wojnidzinięta) — деревня в Сморгонском районе Гродненской области Белоруссии.
Входит в состав Жодишковского сельсовета.
Расположена в северной части района на правобережьи реки Вилия. Расстояние до районного центра Сморгонь по автодороге — около 6 км, до центра сельсовета агрогородка Жодишки по прямой — 12 км. Ближайшие населённые пункты — Перевесье, Рыбаки, Сосновка.
Согласно переписи население деревни в 1999 году насчитывало 77 человек.
Через Войниденяты проходит автомобильная дорога республиканского значения Р95 Лынтупы — Свирь — Сморгонь — Крево — Гольшаны. Также из деревни начинается автодорога местного значения Н6768 Войниденяты — Данюшево.
Через Войниденяты проходят регулярные автобусные маршруты:
- Сморгонь — Вишнево
- Сморгонь — Комарово
- Сморгонь — Лылойти
- Сморгонь — Нестанишки
- Сморгонь — Свайгини
- Сморгонь — Свирь
- Сморгонь — Старая Рудня
- Сморгонь — Сыроватки
- Сморгонь — Хведевичи